# Mario Braga Gadelha
Mario Braga Gadelha, mais conhecido como Babá (Aracati, 24 de abril de 1934 — Fortaleza, 8 de abril de 2010), foi um futebolista brasileiro que atuava como ponta-esquerda.
Babá tinha apenas 1,54m de altura, mas compensava com muita habilidade e velocidade.

## Carreira
Começou sua carreira futebolística no Paysandu de Caucaia, mas profissionalizou-se pelo Ceará Sporting Club.
Em 1954, ele foi transferido para o Flamengo, clube onde ficou até 1962. De acordo com o "Almanaque do Flamengo", de Roberto Assaf e Clóvis Martins, vestiu a camisa do clube em 295 partidas (174 vitórias, 49 empates, 72 derrotas) e marcou 87 gols.
Depois, defendeu a UNAN (Universidade Autônoma Nacional) do México de 1963 a 1967, quando decidiu se transferir para o Ceará Sporting Club. Porém, o clube demorou para conseguir regularizá-lo. Com isso, para não ficar parado, Babá decidiu jogar pelo Esporte Clube Bahia em partidas amistosas por todo o Brasil, como uma das principais atrações do time.
No final de 1967, sua situação oi regularizada junto ao Ceará Sporting Club, e em 1968, ele aposentou-se dos gramados.

### Seleção Brasileira
Babá vestiu a camisa da Seleção Brasileira em 1 jogo, em 1961.

## Títulos
Ceará
- Torneio Início do Campeonato Cearense: 1952 e 1953

Flamengo
- Campeonato Carioca: 1954 e 1955
- Campeonato Carioca de Aspirantes: 1955 e 1956
- Torneio Início do Campeonato Carioca: 1959
- Torneio Rio-São Paulo: 1961
- Torneio  Internacional do Rio de Janeiro: 1954
- Torneio Internacional Gilberto Cardoso: 1955
- Taça dos Campeões Estaduais: 1956
- Troféu Allmänna Idrottsklubben: 1957
- Troféu Ponto Frio Bonzão: 1957
- Troféu Sporting Club de Portugal:1958
- Torneio Internacional de Israel: 1958
- Torneio Hexagonal de Lima: 1959
- Torneio Internacional de Verão do Uruguai: 1961
- Torneio Internacional da Tunísia: 1962

UNAM
- Copa do México: 1961-62
- Segunda División de México: 1961-62